# Schillingsstraße 205 (Gürzenich)

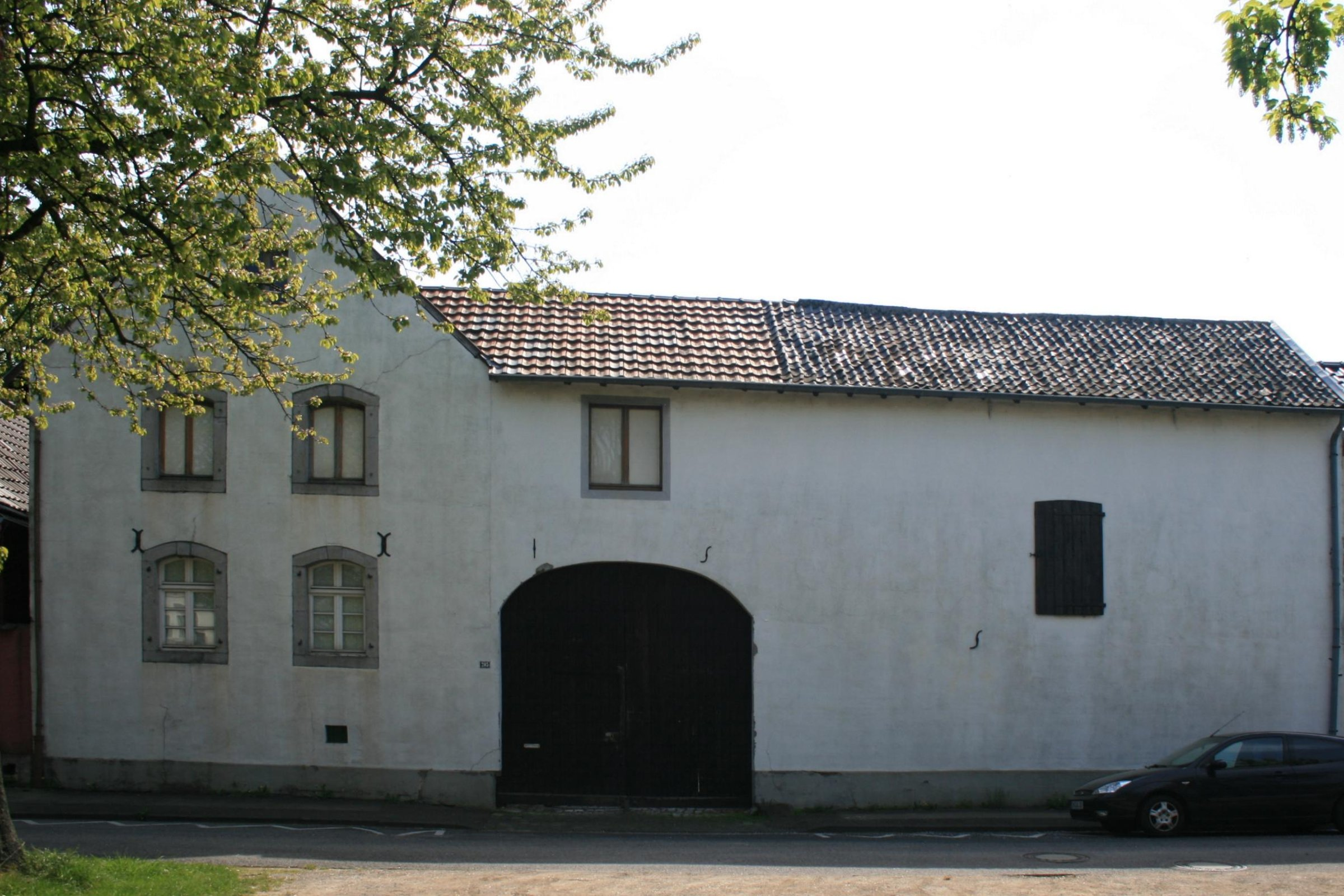

Das Haus Schillingsstraße 205 steht im Dürener Stadtteil Gürzenich in Nordrhein-Westfalen.
Das Wohnhaus wurde im 18. Jahrhundert erbaut und im 19. Jahrhundert verändert.
Die dreiseitige Winkelhofanlage hat ein giebelständiges zweigeschossiges Wohnhaus. Der straßenseitige Backsteingiebel ist zweiachsig mit segmentbogigen Fenstergewänden aus Blaustein und traufseitigem Sichtfachwerk. Das Haus hat ein Satteldach.
Das Bauwerk ist unter Nr. 6/006 in die Denkmalliste der Stadt Düren eingetragen.